# لشکر ۱۲ (هند)
لشکر ۱۲ هند (انگلیسی: 12th Indian Division) لشکر پیاده‌نظام ارتش هند بریتانیا بود، که در سال ۱۹۱۵ تأسیس شد و در سال ۱۹۱۷ منحل گردید.
لشکر ۱۲ هند در مارس ۱۹۱۵ از واحدهای ارتش هند بریتانیا تشکیل شد. این لشکر بخشی از سپاه دجله بود که برای خدمت در طول نبرد بین‌النهرین در جنگ جهانی اول به کار گرفته شد. این لشکر در آوریل ۱۹۱۵ به بین‌النهرین رسید و تا زمان انحلال آن در مارس ۱۹۱۶ در آنجا ماند. تیپ‌های این لشکر به عنوان تشکیلات مستقل در بین‌النهرین باقی ماندند تا اینکه در مه ۱۹۱۶ بخشی از لشکر پانزدهم هند شدند. در طول حیات کوتاه خود، در چندین عملیات از جمله نبرد شیبا بین ۱۲ تا ۱۴ آوریل ۱۹۱۵، نبرد خفاجیه بین ۱۴ تا ۱۶ مه ۱۹۱۵، نبرد ناصریه بین ۵ تا ۱۴ ژوئیه ۱۹۱۵ شرکت کرد که در آن ۴۰۰ سرباز بریتانیایی و هندی و تا ۲۰۰۰ سرباز ترک کشته شدند. این لشکر همچنین در اشغال ناصریه و ماجرای بوتانوجا، در ۱۴ ژانویه ۱۹۱۶ حضور داشت.